# 317-й окремий змішаний авіаційний полк (РФ)
317-й окремий змішаний авіаційний полк — тактичне формування Повітряно-космічних сил Росії в складі Тихоокеанського флоту, базується на авіабазі Єлізово поблизу Петропавловська-Камчатського.

## Склад
Полк складається з 4 ескадрилій: винищувальної авіаційної та змішаної авіаційної (протичовнові та транспортні літаки), та двох вертолітних.